# Бертуччи, Паола
Паола Бертуччи (Paola Bertucci) — итальянский историк, историк медицины. Доктор философии (Оксфорд, 2001), профессор Йеля, куратор музея Пибоди (Peabody Museum of Natural History). Исследовательница науки и техники в раннем современном мире, а именно науки, технологий и медицины в Европе семнадцатого и восемнадцатого веков. Лауреат Poorvu Family Award (2012), Clifford Prize (2015) и др. отличий. Вице-президент Американского общества исследований восемнадцатого века (American Society for Eighteenth-Century Studies).
Окончила Болонский университет (бакалавр (Laurea) физики summa cum laude). В Оксфорде получила степени магистра истории науки и докторскую по истории (2001).
Автор трех монографий. Последняя — In the Land of Marvels. Science, Fabricated Realities, and Industrial Espionage in the Age of the Grand Tour (Johns Hopkins University Press, 2023) . Вторая книга — Artisanal Enlightenment: Science and the Mechanical Arts in Old Regime France (Yale University Press, 2017, ISBN 978-0-300-22741-3) {Рец., , , }, удостоилась Gottschalk Prize (2019) и вошла в шорт-лист John Pickstone Prize (2018), а также стала финалистом Kenshur Prize. Первая книга — Viaggio nel paese delle meraviglie. Scienza e curiosità nell’Italia del Settecento (2007) {Рец., }, посвящена научной культуре, в частности электрическим экспериментам в Италии XVIII века.
Соредактор тома по истории медицинского применения электричества Electric Bodies. Episodes in the history of medical electrical (2001). Родила ребенка в США от мужа-итальянца.